# Долно Сахране
Долно Сахране е село в Южна България. То се намира в община Павел баня, област Стара Загора.

## География
Селото се намира между Казанлъшката и Карловската котловина. Разположено е близо до яз. Копринка. На 9 km е от град Павел баня, а на 49 km – от град Стара Загора. Близо до селото минава река Габровница.

## История
В съседство със село Долно Сахране се намира древната столица и представителен град на Одриското царство от 320 г. пр. Хр. Севтополис, основан от тракийския цар Севт III, понастоящем под водите на язовир Копринка. Севтополис е превзет и унищожен като знак за края на властта на Севт ІІІ от келтите по време на югоизточния лъч на тяхното преселение през 3 век пр. Хр. В периода от 278 до 213 г. пр. Хр. по долината на река Тунджа келтите обединили под своята власт в царство, просъществувало повече от 60 години, и други племена (етосаги, тектосаги, трокми, толистобогии и част от одрисите), които не последвали келтските завоеватели в малоазиатските им походи.

## Религии
Населението е предимно българско, в селото живеят и няколко турски фамилии. Повечето жители изповядват православно християнство, има и мюсюлмани. Двете религиозни общности живеят в унисон, уважавайки взаимно религиозните си обичаи.

## Културни и природни забележителности
Има читалище с библиотека, пенсионерски клуб, детска градина.
- Изглед от центъра на селото
- Изглед от центъра на селото

На заден план на снимките се вижда храмът „Св. Николай“, както и читалището „Иван Вазов“, в което се помещават библиотеката и местният пенсионерски клуб.

## Редовни събития
През една година, в първата седмица на месец юни, се провежда фестивал на детско народно творчество „Загорче“. На него се представят местни автентични обичаи от всички етноси в България. През годините долносахранските деца са възпроизвели обичаите Лазаруване, Коледуване, Гергьовден и др. Всяка пролет на Сирни заговезни се провеждат кукерски игри. Събитието се превръща в празник за селото. Кукерският ансамбъл посещава домовете на долносахранци, за да прогони злите духове и дари с мир и благодат домочадието. Вечерта се пали огън в центъра на селото, момците го прескачат за здраве и късмет. Църковният празник на селото е на 6 декември – Никулден. Традиция е на този ден местната управа да раздава риба на жителите и гостите на празника.